# Macrotera latior
Macrotera latior är en biart som först beskrevs av Cockerell 1896.  Macrotera latior ingår i släktet Macrotera och familjen grävbin. Inga underarter finns listade i Catalogue of Life.

## Bildgalleri

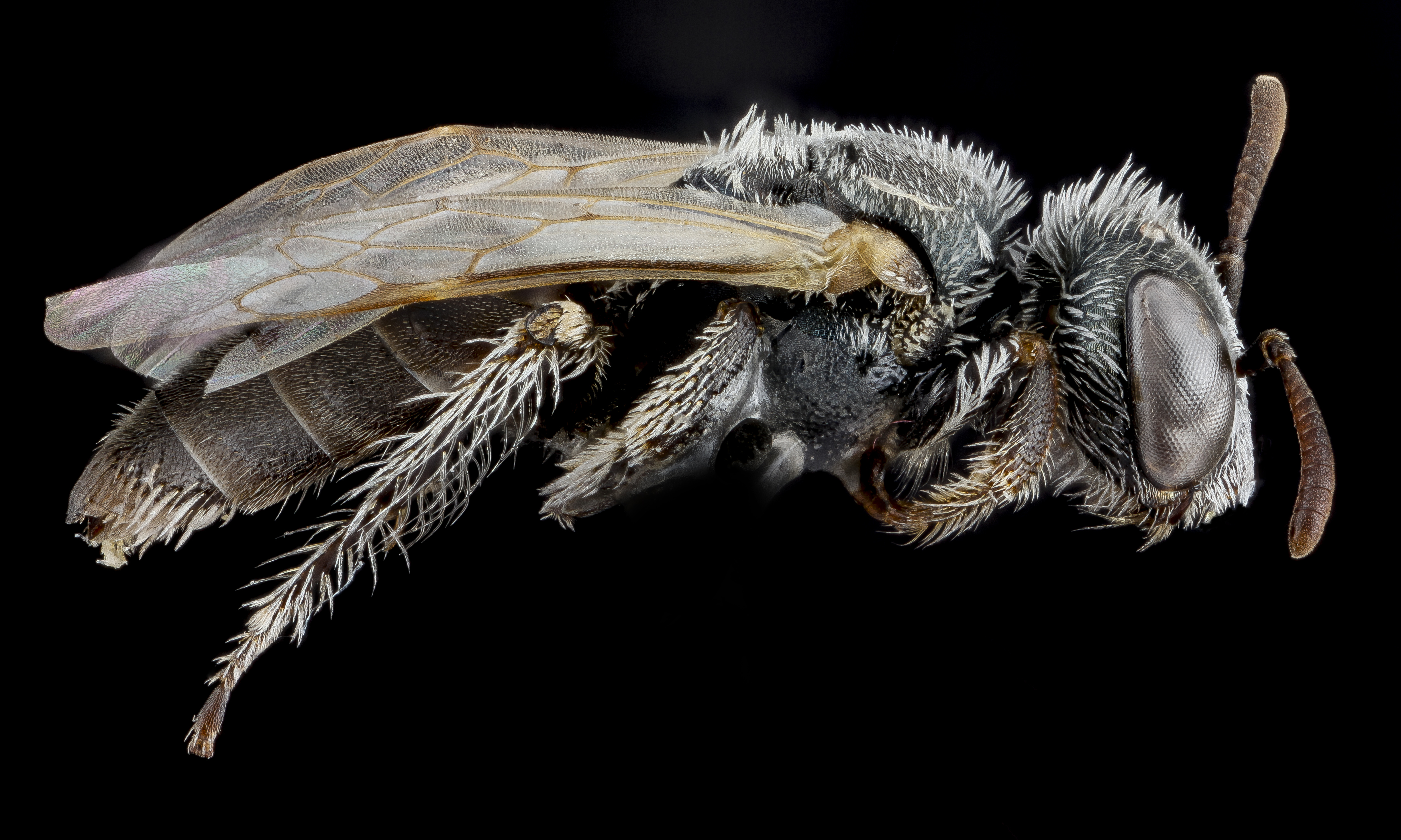
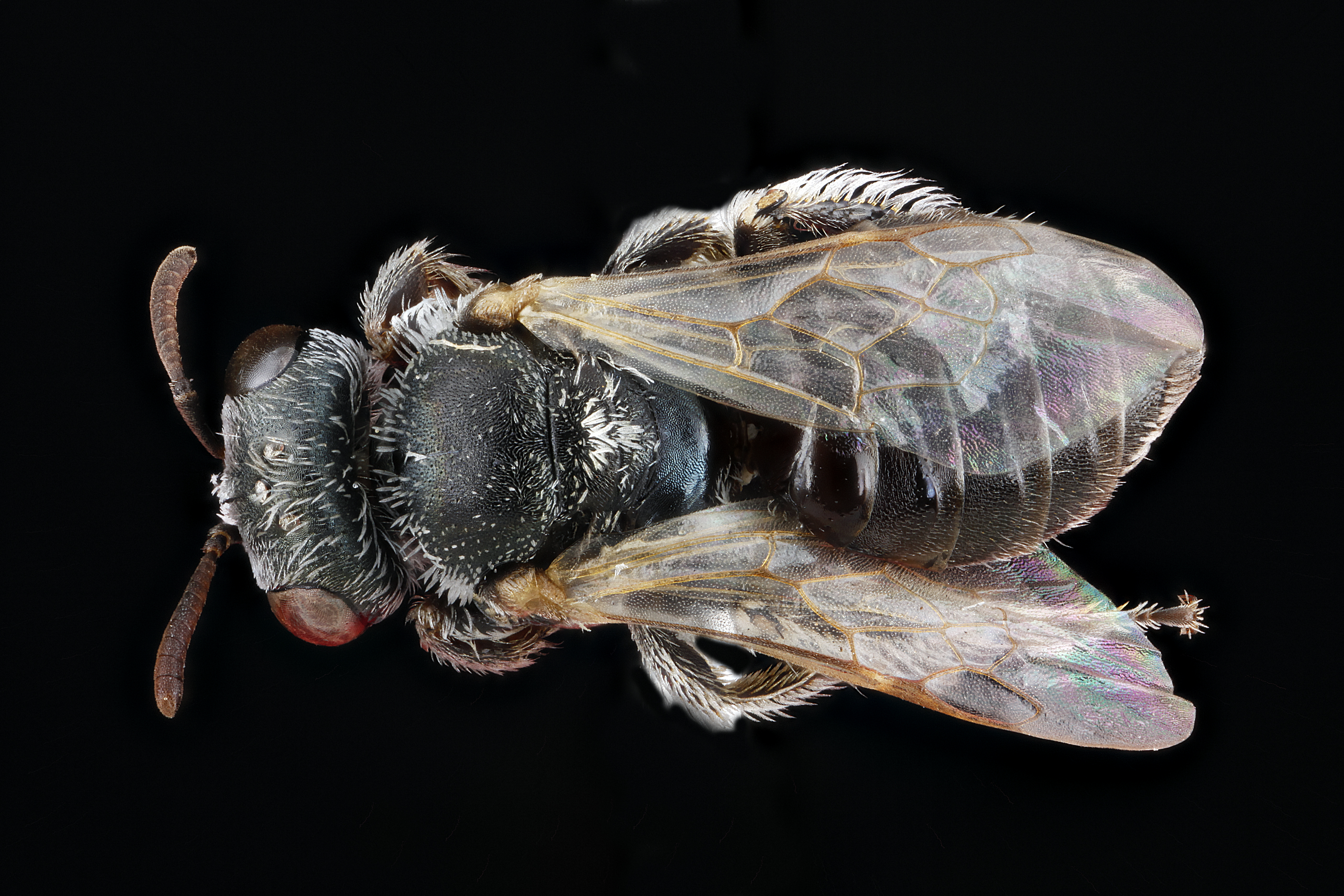
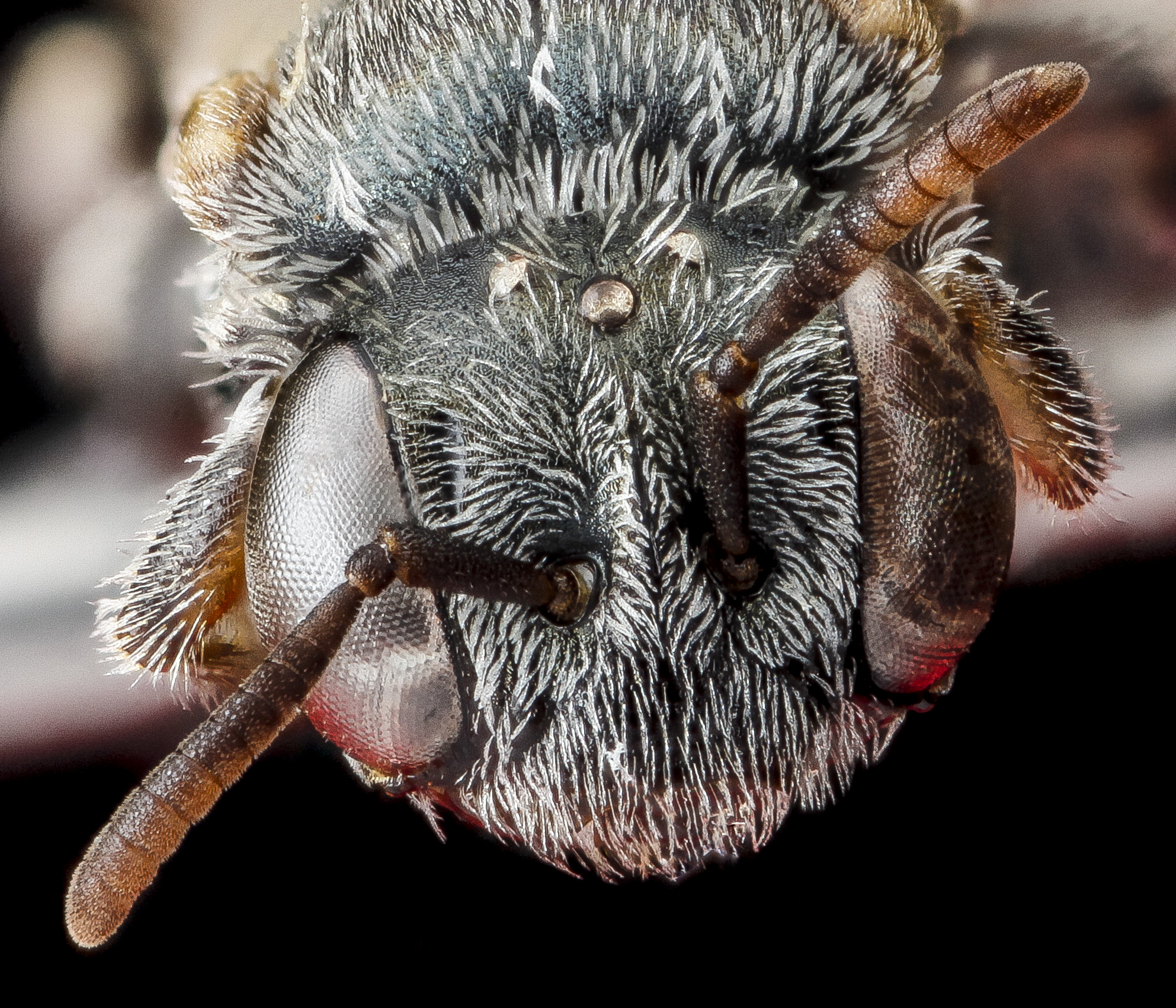
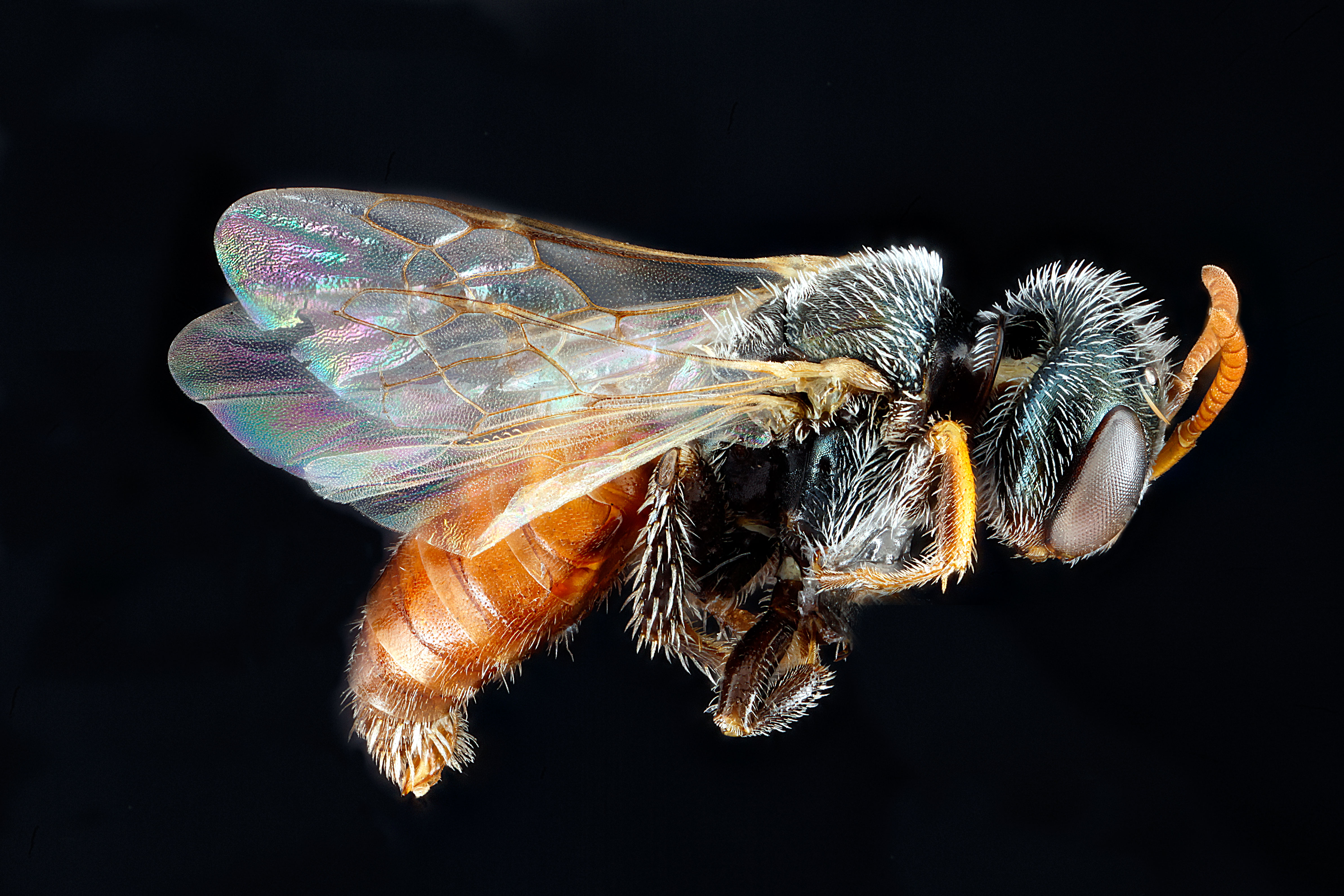